# Resonite
Resonite（レゾナイト）は、Yellow Dog Man Studiosによって作成されたMMOバーチャルリアリティ・ソーシャルVRプラットフォーム。
2023年10月にNeosVRを運営するSoliraxからスピンアウトした開発者たちによりサービスを開始された。Resonite は自由度が高く多機能というNeosVRの特徴を引き継いでいる。

## 対応機器、ソフトウェア
Oculus Rift、Oculus Quest、HTC Vive、Valve Index、Windows Mixed Realityなどの多数のVRヘッドセットをサポートしている。
指の動きや表情をトラッキング可能な機器を利用することで、その動きや表情をアバターに反映することが可能。